# Berndt Hamm
Berndt Hamm (* 17. November 1945 in Tauberbischofsheim) ist ein deutscher protestantischer Theologe.

## Leben
Hamm studierte Heidelberg und Tübingen. Nach der Promotion und Habilitation in Tübingen und dem Vikariat in Reutlingen lehrte er von 1984 bis 2010 als Professor für Neuere Kirchengeschichte in Erlangen.
Seine Forschungsschwerpunkte sind: 
- Frömmigkeitstheologie des 14. bis 16. Jahrhunderts
- Editionsprojekte zu Lazarus Spengler und Martin Bucer
- ein Buch über Jenseitserwartungen und Jenseitsvorsorge im 15. und 16. Jahrhundert
- Johann von Staupitz: Leben und Theologie (aufgrund der geplanten Briefedition)
- die Anfälligkeit deutscher Universitätstheologen für völkisches Denken und Nationalsozialismus von 1900 bis 1945
- Werner Elert und die Erlanger Theologie

## Schriften (Auswahl)
- Promissio, pactum, ordinatio. Freiheit und Selbstbindung Gottes in der scholastischen Gnadenlehre. Tübingen 1977, ISBN 3-16-139032-6.
- Frömmigkeitstheologie am Anfang des 16. Jahrhunderts. Studien zu Johannes von Paltz und seinem Umkreis. Tübingen 1982, ISBN 3-16-144520-1.
- Zwinglis Reformation der Freiheit. Neukirchen-Vluyn 1988, ISBN 3-7887-1276-7.
- Bürgertum und Glaube. Konturen der städtischen Reformation. Göttingen 1996, ISBN 3-525-01614-X.
- Gottes Nähe unmittelbar erfahren. Herausgegeben von Berndt Hamm und Volker Leppin, Mohr Siebeck 2007,  ISBN 978-3-16-149211-2
- Spielräume eines Pfarrers vor der Reformation – Ulrich Krafft in Ulm. Ulm: Stadtbibliothek 2020, ISBN 978-3-946561-02-6

## Festschrift
- Gudrun Litz, Heidrun Munzert, Roland Liebenberg: Frömmigkeit – Theologie – Frömmigkeitstheologie. Contributions to European Church History – Festschrift für Berndt Hamm zum 60. Geburtstag Reihe Studies in the History of Christian Traditions, Band: 124, Brill, Leiden, ISBN 978-90-04-14335-7.